# Yukimasa Nakamura
Yukimasa Nakamura –en japonés, 中村 行成, Nakamura Yukimasa– (28 de agosto de 1972) es un deportista japonés que compitió en judo.
Participó en dos Juegos Olímpicos de Verano en los años 1996 y 2000, obteniendo una medalla de plata en la edición de Atlanta 1996 en la categoría de –65 kg. En los Juegos Asiáticos consiguió dos medallas de oro en los años 1994 y 1998.
Ganó dos medallas en el Campeonato Mundial de Judo en los años 1993 y 1995, y una medalla en el Campeonato Asiático de Judo de 2000.

## Palmarés internacional
| Juegos Olímpicos    | Juegos Olímpicos         | Juegos Olímpicos | Juegos Olímpicos |
| Año                 | Lugar                    | Medalla          | Categoría        |
| ------------------- | ------------------------ | ---------------- | ---------------- |
| 1996                | Atlanta (Estados Unidos) | Medalla de plata | –65 kg           |
| Campeonato Mundial  |                          |                  |                  |
| Año                 | Lugar                    | Medalla          | Categoría        |
| 1993                | Hamilton (Canadá)        | Medalla de oro   | –65 kg           |
| 1995                | Chiba (Japón)            | Medalla de plata | –65 kg           |
| Juegos Asiáticos    |                          |                  |                  |
| Año                 | Lugar                    | Medalla          | Categoría        |
| 1994                | Hiroshima (Japón)        | Medalla de oro   | –65 kg           |
| 1998                | Bangkok (Tailandia)      | Medalla de oro   | –66 kg           |
| Campeonato Asiático |                          |                  |                  |
| Año                 | Lugar                    | Medalla          | Categoría        |
| 2000                | Osaka (Japón)            | Medalla de oro   | –66 kg           |